# Sista draget
Sista draget (originaltitel Knight Moves), är en amerikansk thriller från 1992 i regi av Carl Schenkel med Christopher Lambert.

## Handling
En av världens bästa schackspelare är på turnering när han träffar en vacker kvinna och blir kär. Men kvinnan mördas, och han blir misstänkt för brottet. Sen sker ett mord till, och ett till - alla i schackspelarens närhet.

## Rollista (i urval)
- Christopher Lambert - Peter Sanderson
- Diane Lane - Kathy Sheppard
- Tom Skerritt - Capt. Frank Sedman
- Daniel Baldwin - Det. Andy Wagner